# Hălăliș
Hălăliș – wieś w Rumunii, w okręgu Arad, w gminie Săvârșin. W 2011 roku liczyła 95 mieszkańców. 